# ماسايا ياماغوتشي
ماسايا ياماغوتشي (بالإنجليزية: Masaya Yamaguchi)‏ هو عازف جاز أمريكي، ولد في 18 يوليو 1970 في طوكيو في اليابان.

## وصلات خارجية
- ماسايا ياماغوتشي على موقع ديسكوغز (الإنجليزية)